# Al-Sanamayn (nahija)
Nahija Al-Sanamayn (ar. ناحية الصنمين) je nahija u okrugu Al-Sanamayn, u sirijskoj pokrajini Daraa. Po popisu iz 2004. (prije rata), nahija je imala 113.316 stanovnika. Administrativno sjedište je u naselju Al-Sanamayn.